# Ichthyophis
Ichthyophis es un género de anfibios gimnofiones de la familia Ichthyophiidae.
La zona de distribución de las especies de este género comprende el Sureste de Asia, el sur de Filipinas y la parte occidental del Archipiélago Malayo.
Se conoce a las especies de este género como cecilias de Asia.

## Especies
Se reconocen las siguientes 50 según ASW:
- Ichthyophis acuminatus Taylor, 1960
- Ichthyophis alfredii Mathew & Sen, 2009
- Ichthyophis asplenius Taylor, 1965
- Ichthyophis atricollaris Taylor, 1965
- Ichthyophis bannanicus Yang, 1984
- Ichthyophis beddomei Peters, 1880
- Ichthyophis bernisi Salvador, 1975
- Ichthyophis biangularis Taylor, 1965
- Ichthyophis billitonensis Taylor, 1965
- Ichthyophis bombayensis Taylor, 1960
- Ichthyophis cardamomensis[2] Geissler, Poyarkov, Grismer, Nguyen, An, Neang, Kupfer, Ziegler, Böhme & Müller, 2015
- Ichthyophis catlocensis[2] Geissler, Poyarkov, Grismer, Nguyen, An, Neang, Kupfer, Ziegler, Böhme & Müller, 2015
- Ichthyophis chaloensis[2] Geissler, Poyarkov, Grismer, Nguyen, An, Neang, Kupfer, Ziegler, Böhme & Müller, 2015
- Ichthyophis daribokensis Mathew & Sen, 2009
- Ichthyophis davidi[3] Bhatta, Dinesh, Prashanth, Kulkarni & Radhakrishnan, 2011
- Ichthyophis dulitensis Taylor, 1960
- Ichthyophis elongatus Taylor, 1965
- Ichthyophis garoensis Pillai & Ravichandran, 1999
- Ichthyophis glandulosus Taylor, 1923
- Ichthyophis glutinosus (Linnaeus, 1758)
- Ichthyophis humphreyi Taylor, 1973
- Ichthyophis hypocyaneus (Boie, 1827)
- Ichthyophis javanicus Taylor, 1960
- Ichthyophis khumhzi Kamei, Wilkinson, Gower y Biju, 2009
- Ichthyophis kodaguensis Wilkinson, Gower, Govindappa y Venkatachalaiah, 2007
- Ichthyophis kohtaoensis Taylor, 1960
- Ichthyophis lakimi[4] Nishikawa, Matsui & Yambun, 2012
- Ichthyophis larutensisTaylor, 1960
- Ichthyophis laosensis Taylor, 1969
- Ichthyophis longicephalus Pillai, 1986
- Ichthyophis mindanaoensis Taylor, 1960
- Ichthyophis monochrous (Bleeker, 1858)
- Ichthyophis moustakius Kamei, Wilkinson, Gower y Biju, 2009
- Ichthyophis multicolor[5] Wilkinson, Presswell, Sherratt, Papadopoulou & Gower, 2014
- Ichthyophis nguyenorum[6] Nishikawa, Matsui & Orlov, 2012
- Ichthyophis nigroflavus Taylor, 1960
- Ichthyophis nokrekensis Mathew & Sen, 2009
- Ichthyophis orthoplicatus Taylor, 1965
- Ichthyophis paucidentulus Taylor, 1960
- Ichthyophis paucisulcus Taylor, 1960
- Ichthyophis pauli[7] Nishikawa, Matsui, Sudin & Wong, 2013
- Ichthyophis pseudangularis Taylor, 1965
- Ichthyophis sendenyu Kamei, Wilkinson, Gower & Biju, 2009
- Ichthyophis sikkimensis Taylor, 1960
- Ichthyophis singaporensis Taylor, 1960
- Ichthyophis sumatranus Taylor, 1960
- Ichthyophis supachaii Taylor, 1960
- Ichthyophis tricolor Annandale, 1909
- Ichthyophis weberi Taylor, 1920
- Ichthyophis youngorum Taylor, 1960